# Carlos Suárez Cázares
Carlos Suárez Cázares (La Piedad, Michoacán, 2 de dezembro de 1946) é um clérigo católico mexicano e bispo auxiliar emérito de Morelia.

## Biografia
Carlos Suárez Cázares é filho de Jesús Suárez e María de Jesús Cázares, o primeiro de cinco filhos. Aos doze anos, foi para o Seminário de Morelia, onde estudou Humanidades, Filosofia e o primeiro ano de Teologia. Em 1967 foi enviado a Roma, para o Pío Latino, onde obteve, com honras e menções especiais, a Licenciatura em Teologia Dogmática.
Em 1971 voltou ao México como diácono, foi enviado para a Basílica de Pátzcuaro e começou a dar aulas no seminário. Foi ordenado sacerdote em 30 de dezembro de 1972, no Santuário do Senhor da Piedade, pelas mãos do Arcebispo Estanislao Alcaraz e Figueroa, seu antigo pároco. Foi membro do conselho presbiteral e depois seu presidente em 1980. Em 1975 colaborou na fundação do Instituto Pastoral Dom Vasco, também lutou pela fundação e bom andamento da revista Dom Vasco e foi nomeado reitor do Seminário em 1983.
O Papa João Paulo II o nomeou Bispo de Campeche em 1º de junho de 1988. O núncio apostólico no México, Girolamo Prigione, consagrou-o bispo em 25 de julho do mesmo ano, na Catedral de Campeche; os co-consagrantes foram Héctor González Martínez, Arcebispo Coadjutor de Antequera, e Manuel Castro Ruiz, Arcebispo de Yucatán.
Também foi Presidente da Comissão Episcopal de Pastoral Juvenil e ocupou alguns outros cargos e atribuições.
Em 18 de agosto de 1994 foi nomeado Bispo de Zamora. Ele renunciou ao cargo em 13 de dezembro de 2006. O Papa Bento XVI o nomeou em 4 de novembro de 2008 bispo auxiliar em Morelia e bispo titular de Abidda.

Em 23 de dezembro de 2021, o Papa Francisco aceitou sua aposentadoria por motivos de idade.